# 秦光賢
秦 光賢（はた みつまさ、1965年9月22日 - ）は、日本の医学者、医師。専門は、心臓血管外科学、大動脈外科学。学位は、博士（医学）。
日本大学松戸歯学部循環器・心臓血管外科学講座　教授、日本大学松戸歯学部付属病院心臓血管外科科長。元日本大学病院副病院長。

## 人物
東京都墨田区出身。日本大学第一高等学校を経て日本大学医学部卒業し、日本大学総長賞を受賞。医師免許を取得。
日本大学医学部附属板橋病院心臓外科科長、日本大学医学部付属練馬光が丘病院心臓血管外科科長、駿河台日本大学病院心臓血管外科科長、日本大学病院心臓血管外科科長、日本大学松戸歯学部付属病院心臓血管外科科長を歴任しており、日本大学の心臓血管外科を設置する全ての付属病院で科長の経験がある。
学生時代は空手の国体選手であった。作曲家の一面もあり、「信じあおう（日本大学医学部付属病院の詩）」や「心とハート」をリリースしている。
2022年より日本大学教授に就任し、松戸歯学部循環器・心臓血管外科学講座を担当している。教授就任の際に医学部から松戸歯学部に所属が変更された。日本大学医学部内科学系総合診療学分野と日本大学大学院総合社会情報研究科を兼担している。

## 略歴
- 1983年3月 - 日本大学第一高等学校卒業
- 1990年3月 - 日本大学医学部卒業[3]
- 1990年6月 - 日本大学医学部第二外科学教室入局[3]、日本大学医学部附属板橋病院外科2部門[3]
- 1999年12月 - メルボルン大学オースチン＆リパトリエーションメディカルセンター心臓外科[3]
- 2001年12月 - 日本大学医学部外科学講座外科2部門[4]助手[3]
- 2002年10月 - 日本大学医学部外科学講座外科2部門[4]講師[3]
- 2004年4月 - 日本大学医学部外科学講座心臓血管外科部門講師[4]、日本大学医学部附属病院板橋病院心臓血管外科
- 2008年7月 - 日本大学医学部外科学講座心臓血管外科部門講師、日本大学医学部附属病院板橋病院心臓外科
- 2009年6月 - 日本大学医学部外科学系心臓血管・呼吸器・総合外科学分野[4]講師、日本大学医学部附属板橋病院心臓外科科長[3]
- 2011年3月 - 日本大学医学部外科学系心臓血管・呼吸器・総合外科学分野講師、日本大学医学部付属練馬光が丘病院心臓血管外科科長[3]
- 2012年4月 - 日本大学医学部外科学系心臓血管・呼吸器・総合外科学分野講師、日本大学医学部附属板橋病院心臓外科科長[3]
- 2013年1月 - 日本大学医学部外科学系心臓血管・呼吸器・総合外科学分野講師、駿河台日本大学病院心臓血管外科科長[3]
- 2014年10月 - 日本大学医学部外科学系心臓血管・呼吸器・総合外科学分野講師、日本大学病院心臓血管外科病棟医長
- 2016年1月 - 日本大学医学部外科学系心臓血管外科学分野[4]講師、日本大学病院心臓血管外科病棟医長
- 2018年2月 - 日本大学医学部外科学系心臓血管外科学分野准教授[3]、日本大学病院心臓血管外科科長[3]
- 2020年4月 - 日本大学医学部外科学系心臓血管外科学分野准教授、日本大学病院副病院長[3]・心臓血管外科科長
- 2022年4月 - 日本大学医学部内科学系総合診療学分野准教授、日本大学医学部附属板橋病院総合科教育医長[5]・救急担当医長[5]
- 2022年10月 - 日本大学松戸歯学部内科学講座教授、日本大学松戸歯学部付属病院内科
- 2023年4月 - 日本大学松戸歯学部循環器・心臓血管外科学講座教授、日本大学松戸歯学部付属病院心臓血管外科科長[6]